# Carlos Emiro Barriga
Carlos Emiro Barriga Peñaranda (Ocaña, Norte de Santander; 23 de diciembre de 1957) es un político colombiano miembro del Partido Conservador
y ha sido elegido por elección popular para integrar el Senado de Colombia.

## Congresista de Colombia
En las elecciones legislativas de Colombia de 2002, Barriga Peñaranda fue elegido senador de la república de Colombia con un total de 57.353 votos. Posteriormente en las elecciones legislativas de Colombia de 2006, Barriga Peñaranda fue reelecto senador con un total de 44.178 votos.
En las últimas elecciones legislativas de Colombia de 2010, Barriga Peñaranda fue elegido senador de la república de Colombia con un total de 40.724 votos.
Su última unidad de trabajo legislativo (UTL) fue conformada por:
- Andrade Fajardo, Carlos Arturo
- Forero Cruz, Luis Hevert
- González Vera, Omaira
- Marin Baron, Ana Yolanda
- Neira Ricardo, Ariel Mauricio
- Velasquez Álvarez, Diego alfonso
- Yánez Parada, Jeremías

### Iniciativas
El legado legislativo de Carlos Emiro Barriga Peñaranda se identificó por su participación en las siguientes iniciativas desde el congreso:

- Introducir algunas modificaciones a este, fundamentado en las facultades que la Constitución Política de 1991.[3]
- Declarar patrimonio histórico y cultural al Tribunal Superior del Distrito Judicial de Pamplona, Norte de Santander y fomentar los valores culturales de la Nación.[4]
- Organiza a la ciudad de Cúcuta como Distrito Especial Fronterizo, Económico y Turístico.[5]
- Reforma la jerarquía y equivalencia de los oficiales y suboficiales de las Fuerzas Militares para efectos de mando, régimen interno, régimen disciplinario y Justicia Penal Militar (Aprobado).[6]
- Reconocimiento a la región Norte Santandereana por los cien años de su creación teniendo en cuenta el papel preponderante que ha ejercido en la construcción y desarrollo de la historia, de la política, de la economía, y de la cultura del país (Aprobado).[7]
- Modificar el Himno Nacional de la República de Colombia, para reconocer y exaltar la importancia que Francisco de Paula Santander ha tenido y tiene para los departamentos de Norte de Santander, Santander y Colombia (Archivado).[8]

## Carrera política
Su trayectoria política se ha identificado por:

### Partidos políticos
A lo largo de su carrera ha representado los siguientes partidos:
| Partido político               | Fecha Inicio             | Fecha Fin                |
| Partido Conservador            | 15 de septiembre de 2009 | 19 de julio de 2010      |
| Partido Convergencia Ciudadana | 20 de julio de 2006      | 14 de septiembre de 2009 |
| Partido Liberal                | 20 de julio de 2002      | 19 de julio de 2006      |